# Пребл (тауншип, Миннесота)
Пребл (англ. Preble) — тауншип в округе Филмор, Миннесота, США. На 2000 год его население составило 272 человека.

## География
По данным Бюро переписи населения США площадь тауншипа составляет 92,7 км², из которых 92,7 км² занимает суша, водоёмов нет.

## Демография
По данным переписи населения 2000 года здесь находились 272 человека, 97 домохозяйств и 76 семей.  Плотность населения —  2,9 чел./км².  На территории тауншипа расположено 116 построек со средней плотностью 1,3 построек на один квадратный километр. Расовый состав населения: 100,00 % белых.
Из 97 домохозяйств в 35,1 % воспитывались дети до 18 лет, в 71,1 % проживали супружеские пары, в 3,1 % проживали незамужние женщины и в 21,6 % домохозяйств проживали несемейные люди. 19,6 % домохозяйств состояли из одного человека, при том 7,2 % из — одиноких пожилых людей старше 65 лет. Средний размер домохозяйства — 2,80, а семьи — 3,24 человека.
29,4 % населения — младше 18 лет, 7,7 % — в возрасте от 18 до 24 лет, 22,8 % — от 25 до 44, 26,5 % — от 45 до 64, и 13,6 % — старше 65 лет. Средний возраст — 41 год. На каждые 100 женщин приходилось 91,5 мужчин.  На каждые 100 женщин старше 18 приходилось 104,3 мужчин.
Средний годовой доход домохозяйства составлял 36 875 долларов, а средний годовой доход семьи —  43 750 долларов. Средний доход мужчин —  27 500  долларов, в то время как у женщин — 16 458. Доход на душу населения составил 16 182 доллара. За чертой бедности находились 2,6 % семей и 5,6 % всего населения тауншипа, из которых 2,9 % младше 18 и 11,1 % старше 65 лет.